# Station Bogoria
Station Bogoria is een spoorwegstation in de Poolse plaats Bogoria.